# Pauline Leythienne
Pour les articles homonymes, voir Pradel.
Pauline Leythienne, née le 3 mai 1990, est une handballeuse française, évoluant au poste de gardienne. Formé à l'ESC Yutz Handball, elle évolue au HB Metz métropole depuis la saison 2007-2008 avant de rejoindre l'ES Besançon à l'été 2010, alors que Laura Glauser fait le chemin inverse. Elle rejoint ensuite l'ASUL Vaulx en Velin en 2011, avant de le quitter en 2019.

## Clubs
- 2007-2010 :  HB Metz métropole
- 2010-2011 :  ES Besançon
- 2011-2019 :  ASUL Vaulx-en-Velin

## Palmarès
- Championne de France : 2008 et 2009 avec Metz

- 4e au championnat du monde jeunes en 2008[2]
- vainqueur du championnat d'Europe jeunes en 2007[3]